# Municipio de Crooked Creek (Misuri)
El municipio de Crooked Creek (en inglés: Crooked Creek Township) es un municipio ubicado en el condado de Bollinger en el estado estadounidense de Misuri. En el año 2010 tenía una población de 1234 habitantes y una densidad poblacional de 5,62 personas por km².

## Geografía
El municipio de Crooked Creek se encuentra ubicado en las coordenadas 37°25′11″N 90°3′56″O / 37.41972, -90.06556. Según la Oficina del Censo de los Estados Unidos, el municipio tiene una superficie total de 219.49 km², de la cual 219,1 km² corresponden a tierra firme y (0,18 %) 0,4 km² es agua.

## Demografía
Según el censo de 2010, había 1234 personas residiendo en el municipio de Crooked Creek. La densidad de población era de 5,62 hab./km². De los 1234 habitantes, el municipio de Crooked Creek estaba compuesto por el 97,49 % blancos, el 0,24 % eran afroamericanos, el 1,7 % eran amerindios, el 0,08 % eran asiáticos y el 0,49 % eran de una mezcla de razas. Del total de la población el 0,49 % eran hispanos o latinos de cualquier raza.